# Анікет
Анікет (лат. Anicetus, грецькою — непереможний) — одинадцятий папа Римський приблизно від 154 до 167 року. Визнаний Християнською церквою святим.

## Понтифікат
За походженням був сирійцем з міста Хомс. Під час його понтифікату до Риму прибув єпископ Смирни Святий Полікарп, з яким Анікет вів дискусію щодо дати святкування Великодня, а також щодо позиції церковних ієрархів по відношенню до нових релігійних течій, що загрожували християнству розколом. Йшлося, головним чином, про погляди фригійського селянина Монтана і його учнів, які пропагували «профетичне» християнство, в якому акцент робився на індивідуальній дії Святого Духа, та на релігійних переживаннях, а також про діяльність Маркіона — багатого купця з Синопа (на Чорному морі), який стверджував, що християнство має відкинути Старий Завіт і розвивати доктрину виключно в дусі послань апостола Павла. Маркіон прибув до Риму і пожертвував християнській громаді значну суму грошей (200 000 сестерціїв) і частину своєї бібліотеки. Рада старійшин (про роль римського єпископа джерела не згадують) відкинула вчення Маркіона, повернула йому гроші, але бібліотеку залишено. Маркіон заснував в Римі власну громаду, яка знайшла послідовників у східних і західних провінціях імперії.
Зустрічався із Егесипом — одним із перших істориків церкви. Такі візити свідчать про важливість Святого Престолу у Римі. Анікет був одним із перших єпископів Рима, що систематично боровся проти єресей. Він заборонив монтанізм. Відкрито виступав проти гностиків та макріоністів. Згідно з Liber Pontificalis за його часів заборонено священикам носити довге волосся (можливо тому що таке носили гностики). Однак це стало традицією лише у західній церкві.

## Пам'ять
Вважається, що Анікет помер як мученик. Похований у Катакомбах святого Калліста у Римі. Церква відзначає його день пам'яті 17 квітня.